# Protomicroplitis coenonymphae
Protomicroplitis coenonymphae är en stekelart som först beskrevs av Watanabe 1937.  Protomicroplitis coenonymphae ingår i släktet Protomicroplitis och familjen bracksteklar. Inga underarter finns listade i Catalogue of Life.